# Theodor Boveri
Theodor Heinrich Boveri (12 d'octubre de 1862 - 15 d'octubre de 1915) va ser un biòleg alemany conegut pels seu estudis sobre la biologia cel·lular en relació. Va estar casat amb la biòloga nord-americana Marcella O'Grady (1863-1950) que havia estat estudiant de doctorat a l'Institut Zoològic de Würzburg amb qui es casà durant el darrer lustre del segle xix i que fou una de les més directes col·laboradores a la recerca de Boveri. Amb Marcella tingué la seva única filla Margret Boveri (1900-1975) que es va convertir en una de les més conegudes periodistes alemanyes de la postguerra.
El treball de Boveri amb eriçons de mar va mostrar que era necessari disposar tots els cromosomes presents perquè hi hagués un correcte desenvolupament embrionari. Aquest descobriment va ser una part clau de la teoria cromosòmica de Boveri-Sutton. El seu descobriment significatiu va ser el centrosoma (1888), que va descriure com un òrgan especial de la divisió cel·lular. Boveri també va descobrir el fenomen de la disminució de la cromatina durant el desenvolupament embrionari del nematode Parascaris.
També argumentà el 1902 que un tumor cancerós comença amb una única cèl·lula en què la composició dels seus cromosomes esdevé alterada, fent que les cèl·lules es divideixin sense control. També proposà l'existència de punts de control del cicle cel·lular, els gens supressors de tumors i oncogens i que les mitosis aberrants i la proliferació cel·lular incontrolada pot ser causada per la radiació, danys físics o químics o per patògens microscòpics. Fou més tard que investigadors com Thomas Hunt Morgan el 1915 demostraren les hipòtesis de Boveri.

## Obres
Algunes de les obres publicades de Boveri són aquestes: 
- Boveri, Theodor. Gustav Fischer. Zellen Studien (en alemany). Volum I.  Jena: Gustav Fischer, 1887, p. 93 pàgs..
- Boveri, Theodor. Gustav Fischer. Zellen Studien (en alemany). Volum II.  Jena: Gustav Fischer, 1888, p. 234 pàgs..
- Boveri, Theodor. Gustav Fischer. Zellen Studien (en alemany). Volum III. Über das Verhalten der chromatischen Kernsubstanz bei der Bildung de Richtungskörper und ber Befruchtung.  Jena: Gustav Fischer, 1890, p. 190 pàgs..
- Boveri, Theodor. Gustav Fischer. Die Entwickelung von Ascaris megalocephala mit besonderer Rücksicht auf die Kernverhältnisse (en alemany).  Jena: Gustav Fischer, 1899, pàgs..
- Boveri, Theodor. Gustav Fischer. Zellen Studien (en alemany). Volum IV. Ueber der Natur der Centrosomen.  Jena: Gustav Fischer, 1900, p. 93 pàgs..
- Boveri, Theodor. Gustav Fischer. Ergebnisse über die Konstitution der chromatischen Substanz des Zellkerns (en alemany). Volum V. Ueber die Abhängigkeit der Kerngröße und Zellenzahl der Seeigel-Larven von der Chromosomenzahl der Ausgangszellen.  Jena: Gustav Fischer, 1904, p. 130 pàgs..
- Boveri, Theodor. Gustav Fischer. Zellen Studien (en alemany). Volum V. Ueber die Abhängigkeit der Kerngröße und Zellenzahl der Seeigel-Larven von der Chromosomenzahl der Ausgangszellen.  Jena: Gustav Fischer, 1905, p. 91 pàgs..
- Boveri, Theodor. Gustav Fischer. Zellen Studien (en alemany). Volum VI. Die Entwicklung dispermet Seeigel-Eier. Ein Beitrag zur Befreuchtunglehre und zur Theorie des Kerns.  Jena: Gustav Fischer, 1907, pàgs..
- Boveri, Theodor «Concerning The Origin of Malignant Tumours». Journal of Cell Science, 121, Supplement 1, 2008, pàg. 1–84. Arxivat de l'original el 2010-02-17. DOI: 10.1242/jcs.025742. PMID: 18089652 [Consulta: 22 febrer 2013].